# OS/360
El OS/360 fue un sistema operativo producido por IBM entre 1965 y 1972.

## Historia
Desarrollado por IBM en 1964, su lanzamiento estaba dispuesto para 1965 para las versiones más simples y para 1966 para las versiones más complejas, pero no fue hasta 1967 cuando vio la luz oficialmente.
Inicialmente pensado para ocupar 6 KB, posteriormente fue aumentado desorbitadamente de tamaño con nuevas funcionalidades hasta alcanzar el tamaño de lanzamiento de 64 KB.

## Estructura
El OS/360 fue desarrollado como una familia de tres programas de control, que incrementaban en tamaño así como en funcionalidad. 
Inicialmente la tarea simple PCP (Primary Control Program, Programa de Control Primario) procesaba los trabajos secuencialmente (procesamiento por lotes); posteriormente el MFT (Multiprogramming with a Fixed number of Tasks, Multiprogramación con un número Fijo de Tareas) añadió multitarea, pero solo permitía un número fijo de tareas concurrentes, cada una teniendo un lugar predefinido en la memoria. Finalmente el MVT (Multiprogramming with a Variable number of Tasks, Multiprogramación con un número Variable de Tareas) permitió un número variable de tareas cuya memoria podía cambiar dinámicamente.
El OS/360 también introdujo el lenguaje de órdenes por lotes llamado JCL (Job Control Language, Lenguaje de Control de Procesos).
Este sistema operativo pertenece a la tercera generación de los sistemas operativos.
Su primera versión (1964) fue considerada por Steven J. Vaughan-Nichols  en una lista recopilatoria  de la revista PC World Archivado el 13 de abril de 2009 en Wayback Machine. como el peor sistema operativo de la historia de la informática, si bien reconoció que las versiones operativas a fines de la década del 60 y principios del 70 eran excelentes.
Otros autores tales como Tenembaum, lo consideraron la mayor revolución en la historia de la informática.